# Marine irakienne
La marine irakienne (arabe : القوات البحرية العراقية) est l'une des composantes de l'armée irakienne. Ses principales responsabilités sont la protection du littoral irakien et des actifs offshore. Initialement appelée Force de défense côtière irakienne, son nom officiel a été changé le 12 janvier 2005.
Dirigée par le contre-amiral Muhammad Jawad, la marine avait prévu de construire six bateaux de patrouille de la classe Al-Uboor à Bagdad, le premier d'entre eux devant entrer en service en septembre 2005. Ce projet a cependant été finalement annulé. De plus, deux corvettes de la classe Assad construites pour l'Irak dans les années 80 par l'Italie devaient initialement être livrées vers 2006-2007. Cependant, les navires se sont retrouvés dans un état pire que prévu, ce qui a obligé la marine irakienne à reconsidérer l'accord et à acheter à la place 4 navires de classe Diciotti modifiés, plus récents et plus petits. Les 5 corvettes britanniques et 1 patrouilleur soviétique exploités par la marine irakienne de Saddam Hussein de l'époque ont été détruits durant la guerre du Golfe de 1991 et l'invasion 2003 de l'Irak.
La marine irakienne est conçue pour la protection des eaux côtières, la lutte du trafic des personnes, du pétrole et des armes et la protection les plates-formes pétrolières du pays. En conséquence, les patrouilleurs, protégés par des Fast Attack Craft , doivent avoir la capacité de lancer des Bateaux semi-rigides (RIB) et également être en mesure d'accueillir un hélicoptère qui augmenterait leur capacité de patrouille. La marine irakienne possède aussi des Forces spéciales . En 2016, la marine irakienne a accordé de l'argent à une société de maintenance navale pour maintenir sa flotte actuelle de navires.

## Historique

### Royaume d'Irak
La marine irakienne a été constituée en 1937 en tant que petite force de quatre navires basée à Bassorah. Entre 1937 et 1958, il s'agissait principalement d'une force fluviale.

### République irakienne (avant 2003)

Drapeau naval irakien de l'ère baasiste, utilisé jusqu'en 2003

Après la Révolution irakienne du 14 juillet 1958, la marine irakienne a commencé à se développer. Basée sur le plan opérationnel dans le port d'Umm Qasr, l'Académie arabe du Golfe pour les études maritimes a été créée à Bassorah, qui offrait un baccalauréat en études navales de guerre et d'ingénierie. Entre 1985 et 1988, la Marine est passée de 3 000 à 5 000 hommes, mais a joué un rôle relativement modeste pendant la guerre Iran-Irak de 1980-1988. Une grande partie de la marine a été détruite lors de l'opération Morvarid dans les premiers jours du conflit. Lors de la période dite de la guerre des pétroliers où les belligérants s’attaquèrent à l'exportation de pétrole de leur adversaires, les forces irakiennes, essentiellement l'armée de l’air, ont attaqué 252 navires de toutes nationalités (178 pour l'Iran) et en ont coulé ou irrémédiablement 54 (18 pour l'Iran)
Entre 1977 et 1987, la marine irakienne a reçu des bateaux lance-missiles de classe Osa, armés de missiles anti-navires Styx, de l'Union soviétique. Il a également acheté quatre frégates de la classe Lupo, six corvettes de la classe Assad (dérivés de la classe Esmeralda) et deux pétroliers-ravitailleurs de la classe Stromboli à l'Italie, bien que les frégates n'aient pas été livrées en raison de sanctions internationales à la suite de l'invasion du Koweït en 1990. Seules deux corvettes de classe Assad ont été livrées en 1984 et 1986 ainsi qu'un pétrolier ravitailleur par l'Italie à la suite de difficultés financières. Deux autres corvettes ont finalement étaient réceptionnés en aout 2017
En 1985, elle comprenait comme principaux navires :
- une corvette Assad livrée en 1984 rejointe par une seconde en 1986[4],
- une frégate-école yougoslave, le Ibn Khaldum (507), livrée en 1980,
- six vedettes lance-missiles Osa II (10 livrés en 1974 et 1984, 4 coulés par l'Iran),
- quatre Osa I (6 livrés entre 1971 et 1974, 2 en 1991[4])
- quatre vedettes lance-torpilles de la Classe P-6 sur 12 reçues en 1959 et 1961, 6 auraient été coulées par l'Iran,
- trois patrouilleurs SO-1 livrés en 1961,
- cinq patrouilleurs Projet 1400,
- deux dragueurs de mines T-43 livrés en 1969,
- trois dragueurs de mines classe Yevgenya livrés en 1975, 2 en service en 1991,
- trois navires de débarquement Classe Polnochny livrés par la Pologne entre 1978 et 1979, un possiblement coulé,
- un pétrolier ravitailleur, le Agnadeen (A 102), classe Stromboli, livré en 1984,
- trois rouliers de classe Al Zahraa livrés par le Danemark entre 1983 et 1984.

Elle a acheté dix hélicoptères Agusta-Bell AB.212 à l'Italie dans le cadre des contrats avec les frégates et corvettes commandés à ce pays, six hélicoptères Sud-Aviation SA321 Super Frelon de l’armée de l’air irakienne équipés de missiles antinavires Exocet reçus entre 1980 et 1981 ont opéré durant dans la guerre Iran-Irak et la guerre du Golfe.
La marine irakienne a été presque entièrement détruite pendant la guerre du Golfe de 1991. Elle a participer à la destruction de la Marine koweïtienne en 1991 et fait couler 19 navires [réf. nécessaire] et endommagé 6 navires essentiellement grâce à l’usage de mines marines, mais plus de 100 navires irakiens ont été détruits. D'autres sont saisis dont l'Agnadeen (A 102). Il y a eu une tentative évacuer la marine irakienne basée à Umm Qasr vers le port iranien de Bandar-e Emam Khomeyni. Seuls trois navires ont survécu au voyage et ont atteint les eaux territoriales iraniennes avant d'être coulé par des avions de la coalition. Selon les registres irakiens, des membres d'équipage survivants, au moins neuf étaient encore détenus en tant que prisonniers en Iran en janvier 1993.
En 1993, elle avait un effectif théorique de 2 500 hommes et disposait de la frégate d'entrainement Ibn Khaldum, une vedette Osa, un navire de ravitaillement et trois navires de transport de la classe Al Zahraa de 5 800 tonnes. 
La Marine n'a pas été reconstruite et a joué peu de rôle dans la guerre d'Irak (2003). Une exception était deux navires de guerre des mines capturés par des unités de la marine américaine et des garde-côtes lors de l'assaut contre Al Faw ; les remorqueurs Jumariya' et Al Raya. Parmi les unités restées à la fin de 2002, la plupart étaient en mauvais état et les équipages étaient en mauvais état de préparation. Toutes les unités restées après 1991 ont été utilisées principalement pour la sauvegarde des palais de Saddam sur le Tigre.

### République d'Irak (après 2003)
En janvier 2004, la Force de défense côtière irakienne (ICDF) a officiellement commencé à former ses 214 premiers volontaires. Le 30 septembre 2004, elle a pris la responsabilité de protéger le littoral irakien, les opérations de patrouille réelles commençant le lendemain, le 1er octobre 2004.
Le 11 novembre 2008, le contre-amiral Muhammad Jawad a signé les protocoles historiques non contraignants de Khawr Abd Allah ou «protocoles KAA» à la base navale du Koweït  facilitant la relation entre les forces maritimes du Koweït et de l'Irak dans la voie navigable Khawr Abd Allah (en).
Le 30 avril 2010, les forces navales irakiennes ont pris la responsabilité de la protection des terminaux pétroliers de Khawr al-Amaya et Bassorah, ainsi que des ports d'Umm Qasr et d'Al-Zubayr.

## Flotte actuelle
[Quand ?]
| Classe                            | Type     | Origine                    | Navire                                                   | Image    | Remarque |
| Corvette                          | Corvette | Corvette                   | Corvette                                                 | Corvette | Corvette |
| --------------------------------- | -------- | -------------------------- | -------------------------------------------------------- | -------- | --- |
| Classe Assad                      |          | Fincantieri Italie         | F-210 Mussa Ben Hussair F-212 Tariq Ibn Zaiyad           |          | Lancement dans les années 1980, livraison en 2017. Longueur : 63 m Déplacement : 600 t |
| Patrouilleur                      |          |                            |                                                          |          | |
| Classe Fatah                      |          | Fincantieri Italie         | PS-701 el-Nasir PS-702 Fatah PS-703 Majid PS-704 Shmookh |          | Livraison à partir de 2009. Longueur : 53 m Déplacement : 390 t |
| Navire auxiliaire                 |          |                            |                                                          |          | |
| Classe Al Basra                   |          | États-Unis                 | OSV-401 OSV-402                                          |          | Livré en 2012. Longueur : 60 m |
| Vedette                           |          |                            |                                                          |          | |
| Swiftships Modèle 35PB1208 E-1455 |          | Swiftships (en) États-Unis | 15 unités P-301 à P-315                                  |          | Livrés à partir d'octobre 2010. Longueur : 35 m |
| Classe Predator                   |          | Chine                      | 5 vedettes P-101 à P-105                                 |          | Premiers navires de la nouvelle marine irakienne livrés en 2004. Commandé par le régime bassiste avant l'invasion de l’Irak de 2003 puis payés par les États-Unis après celle-ci. Longueur : 27 m |
| Classe PBR                        |          | États-Unis                 | 25 unités                                                |          | Longueur : 9.5 m Déplacement : 9 t |